# 京都市場駅

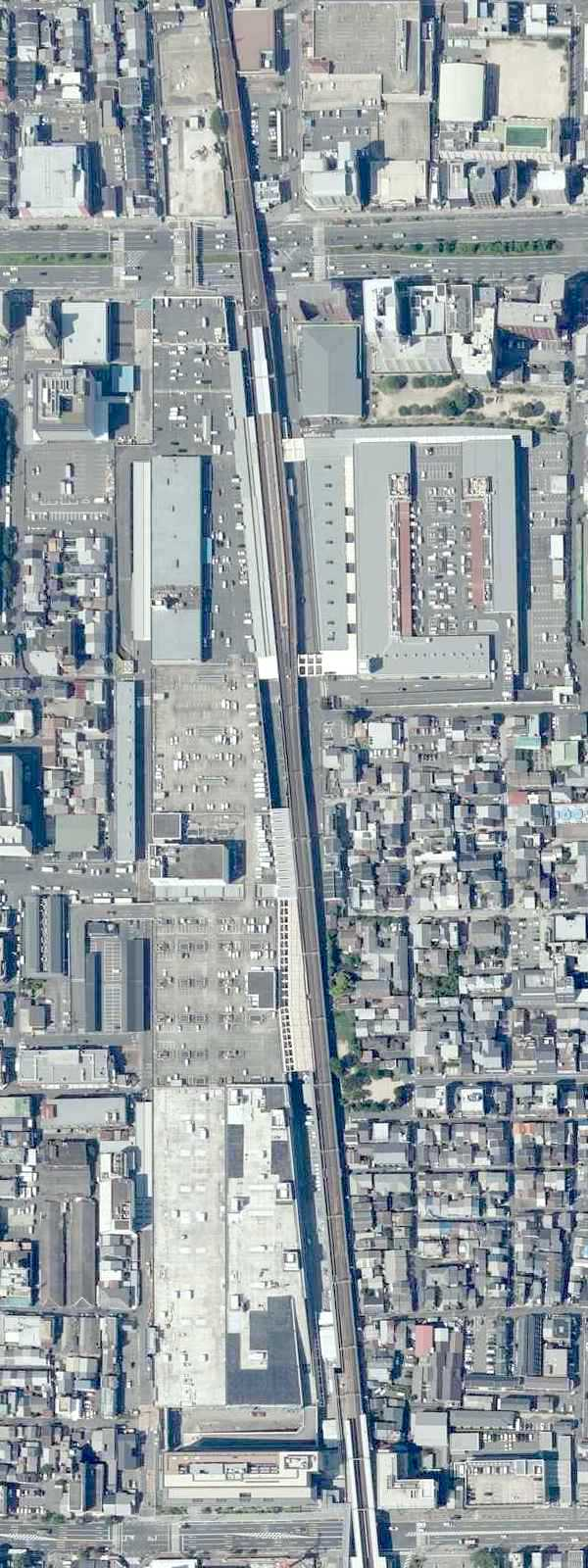
駅跡地とその付近の空中写真（2020年、画像提供：国土地理院「地図・空中写真閲覧サービス」）

京都市場駅（きょうとしじょうえき）は、京都府京都市下京区朱雀堂ノ口町にあった日本国有鉄道（国鉄）の貨物駅（廃駅）。
梅小路駅（現在の京都貨物駅）から分岐していた東海道本線の貨物支線の終点であった。

## 概要
京都市中央卸売市場第一市場の中にあった地上駅。1927年（昭和2年）の市場開場以降、市場を発着する貨物は丹波口駅で取扱い、市場内へ専用線が敷設されていた。1976年（昭和51年）に丹波口駅が高架化されたため、貨物施設のみが地上に残り京都市場駅として独立した。しかし、この時点ですでにトラックが普及しており大きく貨物取扱量を減らしていた。開業後も減り続け、開業から8年後の1984年（昭和59年）2月限りで廃止された。
梅小路駅（現：京都貨物駅）から分岐する貨物線は、同駅と丹波口駅を結ぶ短絡線（高架線）の西側を通り、卸売市場の東側へ達していた。卸売市場には貨物ホームが置かれていた。また、高架下の空間を利用して駅舎があった。

## 歴史
- 1927年（昭和2年）12月1日：丹波口駅分岐の専用線が市場内まで開業。
- 1976年（昭和51年）3月16日：一般駅として開業[1]。
- 1982年（昭和57年）4月1日：小荷物の取扱を廃止、貨物駅となる[2]。
- 1984年（昭和59年）2月1日：廃止[2]。

## 駅構造
貨物ホーム1線と複数の側線を有する地上駅であり、山陰本線の高架下に駅舎を設けていた。

## 駅周辺
跡地は京都市中央卸売市場第一市場水産物部の建物及び駐車場となり、その南側にホテルエミオン京都が2020年（令和2年）7月23日に開業した。同ホテルに沿って通る七条通（京都府道113号梅津東山七条線）の南側にJR嵯峨野線（山陰本線）の梅小路京都西駅が2019年（平成31年）3月16日に開業したため、梅小路（現：京都貨物）方面への短絡線は撤去され、その跡地は歩道橋として活用された。なお、この歩道橋には「梅小路ハイライン」という愛称が付いている。

## 隣の駅
日本国有鉄道
東海道本線（貨物支線）
梅小路駅 - 京都市場駅